# Рейс мистера Ллойда
«Рейс мистера Ллойда» — советский художественный немой чёрно-белый фильм, снятый в 1927 году режиссёром Дмитрием Бассалыго.
Премьера состоялась 13 сентября 1927 года. Другое название — «Иван Козырь и Татьяна Русских». Фильм сохранился без 2, 3 и 4-й частей.

## Сюжет
Сценарий написан Д. Смолиным по мотивам его пьесы «Иван Козырь и Татьяна Русских».
Бывший солдат Белой армии и эмигрант Иван Козырь тайно пробирается в СССР на океанском пароходе. Вместе с ним на корабле оказывается горничная Татьяна, которая также возвращается на Родину.
Владелец парохода мистер Ллойд замечает Татьяну и пытается овладеть ею. Иван Козырь спасает Татьяну. Ивана преследует полицейский. Иван скрывается в кочегарке.
На корабле распространяется слух о появлении русских большевиков. Среди буржуазной публики возникает паника. Матросы оказывают Ивану Козырю помощь. Бывшему солдату удаётся уйти от преследователей. Иван и Татьяна эвакуируются в бочке и сходят на берег.

## В ролях
- Ольга Третьякова — Татьяна, горничная
- Николай Витовтов — Иван Козырь, русский солдат
- Евгений Лепковский — мистер Ллойд
- Ольга Вадина — Лоретта
- Мария Арнази-Баршак — мадам, поставщица девушек в кабаки
- Иван Худолеев — её муж
- Кадор бен Салим — лакей мистера Ллойда
- Эдуард Кульганек — начальник пароходной полиции
- Виктор Плотников — джентльмен
- Яков Гудкин — сыщик
- Б. Буров — Эдуард, агент
- Р. Рудин — Джон, агент
- Ли Ден-тэн — прачка мистера Ллойда

## Съёмочная группа
- Режиссёр-постановщик — Дмитрий Бассалыго
- Автор сценария — Дмитрий Смолин
- Оператор-постановщик — Евгений Славинский
- Художник — Алексей Уткин

## Критика
Теоретик кино Михаил Блейман так оценил фильм: «„Рейс мистера Ллойда“ — замечательно снятый оператором Е. О. Славинским — очень плохая картина».
Историк кино Семён Гинзбург назвал фильм «якобы разоблачающим капиталистический строй, а на самом деле выражающим обывательское преклонение перед роскошью и комфортом, которыми пользуется буржуазия».
Кинокритик Александр Мачерет называл фильм со слов Владимира Маяковского «отрицательным примером».
Киновед Ростислав Юренев писал, что «омерзение вызывают сцены буржуазного разложения в фильме режиссёра Д. Бассалыгo „Рейс мистера Ллойда“». Критик считал, что «в своём разоблачительном пафосе режиссёр явно перестарался» и что «сохранившиеся фрагменты фильма являют собой поистине отвратительную картину». Юренев возмущался, что «на фоне жалких картонных декораций „шикарного“ ресторана, развлекаются „буржуи“ в плохо подогнанных смокингах и какие-то то нэпманские дамочки, изо всех сил изображающие американских „вамп“».
Режиссёр и теоретик кино Сергей Юткевич следующим образом упомянул фильм: «На московской кинофабрике из примитивной и безвкусной пьесы Дм. Смолина с лихим названием „Иван Козырь и Татьяна Русских“ … соорудили бездарную ленту „Рейс мистера Ллойда“».